# Ippocrate di Sparta
Ippocrate (in greco antico: Ἱπποκράτης?, Hippokrátes, in latino Hippocrătes; Sparta, V secolo a.C. – Calcedonia, 408 a.C.) è stato un ammiraglio spartano.

## Biografia
Ippocrate è menzionato per la prima volta quando fu inviato in Eubea con Epicle per portar via di lì la flotta di Agesandrida, che lì non era più al sicuro dopo che Mindaro era stato sconfitto a Cinossema (411 a.C.). Ritornò poi con Agesandrida nell'Ellesponto, dove fu nominato vice di Mindaro per le operazioni successive.
Dopo la disastrosa sconfitta di Cizico Ippocrate, che divenne comandante a causa della morte di Mindaro, mandò a Sparta questo famoso messaggio, intercettato dagli Ateniesi: "Le navi sono perse. Mindaro è morto. Gli uomini hanno fame. Non sappiamo cosa fare."
Dopo l'arrivo di Cratesippida, che prese il comando delle truppe dell'Ellesponto, pare che Ippocrate sia stato nominato governatore di Calcedonia; quando, nel 408 a.C., la città fu attaccata da Alcibiade e Trasillo, Ippocrate guidò le sue truppe nella difesa della città, ma fu sconfitto e morì in combattimento.